# Roberto Speciale (generale)
Roberto Speciale (Pietraperzia, 17 marzo 1943) è un generale e politico italiano,  Sottocapo di Stato Maggiore dell'Esercito Italiano dal 9 marzo 1999 al 10 ottobre 2003 e Comandante generale della Guardia di Finanza dal 2003 al 2007.

## Biografia
È sposato ed ha tre figli.
Ha frequentato il 18º Corso dell'Accademia Militare di Modena dal 1961 al 1963, nominato Sottotenente di Fanteria presso la Scuola di Applicazione di Torino (1963-1965). È laureato in Scienze Strategiche presso l'Università di Torino, in Scienze Umanistiche presso l'Università Agostiniana a Roma ed in Economia e Commercio presso la Seconda Università degli Studi di Napoli (Laurea Honoris Causa).

### Carriera nell'esercito
Comandante di plotone, Ufficiale OA e Comandante di Compagnia all'82º Reggimento Fanteria "Torino" in Gorizia sino al 1973, ha frequentato nel successivo triennio il 98º Corso di Stato Maggiore e Superiore di Stato Maggiore presso la Scuola di Guerra in Civitavecchia, per poi approdare alla Regione Militare Centrale in Roma quale Ufficiale addetto alla Sezione Operazioni dell'Ufficio OA.
Dopo un anno è stato nominato Capo della 3ª Sezione (trattamento economico) dell'Ufficio Reclutamento, stato e avanzamento dello Stato Maggiore dell'Esercito in Roma, ove rimarrà sino al 1983. Comandante del 183º battaglione fanteria meccanizzato "Nembo" in Gradisca d'Isonzo (1983 - 1984), Capo della 2ª Sezione dell'Ufficio Ordinamento dello Stato Maggiore dell'Esercito in Roma (1984 - 1987) e Vice Comandante della Brigata aeromobile "Friuli" in Firenze (1987 - 1988), sarà protagonista - quale Capo Ufficio Ordinamento dello Stato Maggiore dell'Esercito (1988 - 1992) - della riorganizzazione della Casa Militare della Presidenza della Repubblica e, conseguentemente, del "Reggimento Corazzieri" dei Carabinieri.
Nominato generale di brigata nel 1992, quale comandante della Brigata meccanizzata "Aosta" a Messina, ha avviato l'"Operazione Vespri siciliani", fino al 1993. È stato poi nominato Capo del I Reparto dello Stato Maggiore dell'Esercito e, dopo un anno e sino al 1999, Capo del I Reparto dello Stato Maggiore della Difesa. Divenuto generale di Corpo d'Armata, è stato Sottocapo di Stato Maggiore dell'Esercito dal 9 marzo 1999 al 10 ottobre 2003.

### Comandante GDF
Nominato Comandante Generale della Guardia di Finanza il 17 ottobre 2003, resta in carica fino al giugno 2007, quando viene sostituito dal Generale Cosimo D'Arrigo. Il 15 dicembre 2007, in seguito al ricorso presentato, una sentenza del T.A.R. del Lazio reintegra Speciale nel ruolo di Comandante della Guardia di Finanza. Dopo due giorni, Speciale rassegna le proprie dimissioni nelle mani del Capo dello Stato. Il 18 dicembre 2007 il Consiglio dei Ministri, con la presidenza di Romano Prodi, nomina nuovamente Cosimo D'Arrigo Comandante Generale della Guardia di Finanza.

### La carriera politica
Nell'aprile 2008 è stato eletto deputato alla Camera dei Deputati con il Popolo della Libertà nella circoscrizione Umbria. Qualche settimana prima delle elezioni lo stesso Silvio Berlusconi annunciò la sua candidatura in diretta al TG4. In quella legislatura Speciale è stato componente della Commissione Difesa e della Commissione Bicamerale Antimafia. Speciale non si ricandida nel 2013.

## Procedimenti giudiziari

### Il Caso Visco/GDF
La carriera di Speciale al vertice della Guardia di Finanza si arresta con la rimozione, decisa dal Consiglio dei Ministri, con la presidenza di Romano Prodi, in seguito ad una vicenda iniziata nell'estate del 2006 e che toccò il culmine nel maggio 2007. Il 13 luglio 2006 il Viceministro dell'Economia Vincenzo Visco convoca il Generale e gli parla di un «avvicendamento di 4 ufficiali del Corpo», Speciale rifiuta di ordinare il trasferimento chiesto da Vincenzo Visco dei 4 alti ufficiali della GDF, con cui si identificava l'intera gerarchia di Milano e che stavano indagando, direttamente o in ruolo di coordinamento, sul "caso Unipol" (la scalata di quest'ultima alla BNL). Le iniziali affermazioni di Visco, il quale sosteneva che fu lo Speciale stesso, per ragioni di mera utilità carrieristica, a suggerire l'avvicendamento degli Ufficiali, a cui seguì una relazione presentata al ministro Tommaso Padoa-Schioppa sull'uso personalistico e inadeguato del comando della GDF da parte di Speciale furono poi smentite in ambito processuale. Nella sentenza le affermazioni di Visco, pur censurate come non veritiere, sono state ritenute non penalmente rilevanti. Ne nasce uno scontro istituzionale, che vedrà il Generale rivendicare l'autonomia decisionale del proprio rango e status e attaccare il Viceministro per i reiterati tentativi di interferire nell'ordinaria vita del Corpo.
Più tardi, Speciale rigettò la richiesta di dimissioni e l'offerta di essere nominato Giudice della Corte dei Conti, entrambe avanzate dal Governo, e fu destituito ufficialmente dal Ministro dell'Economia Tommaso Padoa-Schioppa, che nel contempo ritirò la delega a Visco per la Guardia di Finanza. Speciale si presentò ugualmente alla Festa della Repubblica il 2 giugno 2007 all'Altare della Patria a Roma).
Il 18 luglio Speciale presenta querela contro Padoa Schioppa, presso la procura di Roma, per le dichiarazioni rese il mese precedente in Senato: il ministro dell'Economia aveva accusato Speciale di avere scambiato l'autonomia della Guardia di Finanza, impegnata nell'evasione fiscale, per "separatezza", ledendo il rapporto di fiducia con gli organi di governo. Il 19 luglio Padoa Schioppa è iscritto nel registro degli indagati della procura di Roma per ipotesi di pluridiffamazione aggravata nei confronti di Speciale.
Padoa Schioppa ottiene, nell'aprile 2008, l'archiviazione della querela: il pubblico ministero ha reputato che le dichiarazioni rese dal ministro nell'aula parlamentare non possano essergli imputabili, poiché il Senato è «il luogo più alto dove si svolge il dibattito politico e in quella sede deve ritenersi ampia la dimensione del diritto di critica politica»; inoltre, il P.M. ha ravvisato che il nucleo essenziale delle dichiarazioni è stato ricavato dalla documentazione messa a disposizione dagli uffici del ministro, e quindi non può dirsi infondato.

#### La decisione del TAR sul ricorso
Il 15 dicembre 2007 il TAR del Lazio, con sentenza nº 200713361, accoglie il ricorso presentato da Speciale contro il decreto che lo ha destituito dal vertice della GDF (essendo una sentenza di primo grado, è possibile l'eventuale ricorso da parte del Governo al Consiglio di Stato); quindi il decreto impugnato viene annullato e Speciale torna al comando della Guardia di Finanza. Dopo due giorni, il 17 dicembre 2007 Speciale rassegna le proprie dimissioni con una lettera indirizzata al Presidente della repubblica Giorgio Napolitano, subito inoltrata alla Presidenza del Consiglio dei ministri, che accetta le dimissioni e nomina il successore, riconfermando Comandante generale della Guardia di Finanza Cosimo D'Arrigo, che aveva già ricoperto l'incarico dal 1º giugno 2007 al 15 dicembre 2007.

### L'episodio delle spigole
Speciale è stato accusato e incriminato per aver illegittimamente utilizzato, il 26 agosto 2005, un velivolo ATR 42 MP in uso al Corpo per il trasporto di pesce fresco (spigole) da Pratica di Mare alla Scuola Alpina della Guardia di Finanza a Predazzo (TN), dove Speciale stava soggiornando con alcuni ospiti in occasione delle tradizionali Gare Invernali del Gruppi Sportivi Fiamme Gialle. Nel dettaglio, il pilota dell'aereo, il Maggiore Aldo Venditti, trovandosi a dover trasportare delle casse di pesce in luogo di ufficiali della GDF come invece gli era stato disposto, era stato costretto al decollo nonostante il suo iniziale rifiuto perché consapevole dell'abuso. L'iniziale giustificazione data da Speciale, di un atto di generosità verso i militari della caserma, viene smentita dagli atti del processo penale che certificano l'uso personale e illegittimo. Come risulta dallo svolgimento processuale, pur accertati i fatti, la sentenza non potrà essere eseguita per sopravvenuti limiti temporali di prescrizione.
In primo grado, il 30 luglio 2009 la Corte dei Conti ha prosciolto Speciale dall'accusa. Secondo i giudici contabili, l'uso dell'aereo è avvenuto "per motivi istituzionali", escludendo l'interesse privato.
In secondo grado, però, la Corte dei Conti ha condannato Speciale, il 15 maggio 2010, a una cospicua pena pecuniaria, mentre la causa penale si conclude con una condanna a 18 mesi per peculato. L'11 maggio 2011 la Prima Sezione del Collegio I della Corte di cassazione ha annullato (Num. provv. Sez. 603-2011-000) la sentenza penale adottata dal Tribunale Militare, con rinvio all'Autorità Giudiziaria Ordinaria per difetto di competenza. Tempi tecnici, ritardi e lungaggini burocratiche hanno però impedito la celebrazione del nuovo processo per sopravvenuta prescrizione.
Con sentenza depositata il 22 luglio 2013, Speciale viene comunque condannato in via definitiva dalla Corte dei Conti al pagamento in via forfettaria di 200.000 euro come risarcimento, in favore del Ministero dell'Economia, sia delle spese vive allora sostenute per l'organizzazione arbitraria del trasporto (benzina e personale impiegato, in totale 35.000 euro), sia per il danno di immagine arrecato al corpo della GDF (170.000 euro), mentre i reati risultano prescritti..

## Premi e riconoscimenti
Gli sono stati assegnati diversi riconoscimenti, tra cui il Premio Euno, dal Kiwanis Club di Enna, nella sua ventesima edizione nel 2005.